# Antocha scutifera
Antocha scutifera är en tvåvingeart som beskrevs av Alexander 1973. Antocha scutifera ingår i släktet Antocha och familjen småharkrankar. Inga underarter finns listade i Catalogue of Life.